# Béat Louis de La Tour-Châtillon de Zurlauben
Pour les articles homonymes, voir Zurlauben.
Béat Louis de la Tour-Châtillon de Zurlauben, frère cadet de Béat François Placide de la Tour-Châtillon de Zurlauben, fit, dans les régiments suisses, les guerres de Flandre, se trouva, en 1708, à la bataille d'Oudenarde, et mourut à Zug en janvier 1730, laissant, avec plusieurs filles, un seul fils, Béat Fidèle Antoine Jean Dominique de la Tour-Châtillon de Zurlauben.

## Source
« Béat Louis de La Tour-Châtillon de Zurlauben », dans Louis-Gabriel Michaud, Biographie universelle ancienne et moderne : histoire par ordre alphabétique de la vie publique et privée de tous les hommes avec la collaboration de plus de 300 savants et littérateurs français ou étrangers, 2e édition, 1843-1865 [détail de l’édition]